# Firelord
Firelord, il cui vero nome è Pyreus Kril, è un personaggio dei fumetti creato da Gerry Conway e John Buscema nel luglio del 1974, pubblicato dalla Marvel Comics. La sua prima apparizione è nel numero 225 della testata The Mighty Thor (luglio 1974), È stato un terzo araldo di Galactus, il divoratore di mondi, arcinemico dei Fantastici Quattro e Silver Surfer.

## Biografia del personaggio
Prima di essere un araldo di Galactus, Firelord era un ufficiale dei Nova Corps, corpo di polizia dell'universo Marvel. Un compagno di squadra di Firelord, Gabriel Lan, fu ucciso da Silver Surfer, ex seguace del Divoratore di mondi, il quale gli offrì di farlo diventare suo araldo, Firelord accettò e divenne il nuovo araldo di Galactus, solo per scoprire, ormai tardi, che il fato del suo amico era diverso, infatti anche il suo amico era stato trasformato da Gabriel Lan allo stato di araldo, divenendo Air-Walker.
Firelord servì il suo padrone fino al punto in cui si sentì troppo provato per continuare con quella vita, chiese di tornare libero, ma Galactus gli diede questo privilegio ad una condizione: avrebbe dovuto trovare un sostituto da portargli, prima di andarsene. Firelord porto a Galactus l'armatura del Distruttore con dentro lo spirito di Thor, il divoratore accettò lo scambio, e da allora Firelord è un araldo libero.
Un giorno Firelord cadde sulla terra e si scontrò con l'Uomo Ragno: benché il Tessiragnatele non sia dotato di poteri cosmici, riuscì a sconfiggerlo, lasciandolo nelle mani dei Vendicatori che, per tenerlo d'occhio, decisero di aggregarlo ai propri ranghi. Assieme agli eroi più potenti della Terra, Firelord si trovò a combattere contro gli Skrull, ma in seguito decise di accompagnare Starfox alla ricerca di Nebula, la figlia di Thanos.
Successivamente Firelord divenne un vagabondo dello spazio, andando alla ricerca di altri esseri della sua specie.

### Annihilation
Durante quest'evento, Air-Walker, o una sua copia robotica, viene ucciso dai seguaci di Annihilus.
Dopo aver salvato Silver Surfer dai seguaci di Annihilus, in seguito Firelord, Stardust e Red Shift si uniscono al corpo Nova contro le armate di Annihilus. Firelord da il tutto per tutto per uccidere la regina di Annihilus e successivamente viene curato da un'unità medica del corpo.
Alla fine, Firelord se ne va per cercare coloro che hanno distrutto il suo pianeta natale.

## Poteri e abilità
Firelord è stato potenziato da Galactus grazie all'energia cosmica che pervade il divoratore di mondi, e che egli usa per creare suoi araldi. L'essere saturo di tale energia dà a Firelord poteri immensi che gli consentono di sopravvivere senza alimentazione di alcun tipo, non invecchia, non ha bisogno di respirare, virtualmente invulnerabile, può generare fiamme cosmiche potentissime, viaggia alla velocità della luce e ha una forza ed una resistenza fantastiche.

## Traduzione del nome in italiano
In italiano il personaggio è presentato con il nome originale in inglese, è però anche un composto dei sostantivi Fire (Fuoco) e Lord (Signore, Dio), negli anni settanta l'Editoriale Corno nelle prime edizioni de Il mitico Thor in italiano scelse di ribattezzare il personaggio "Signore del Fuoco"